# رود بولون
رود بولون (روسی: Булун) یک رود در استان ماگادان کشور روسیه است.